# ردنیتسهمباخ
ردنیتسهمباخ (به آلمانی: Rednitzhembach) یک شهر در آلمان است که در ناحیه روت واقع شده‌است.جمعیت این شهر در پایان سال ۲۰۱۶ حدود ۶۸۲۴ نفر بوده‌است.